# Ano Syros
Ano Syros (in greco Άνω Σύρος?) è un ex comune della Grecia nella periferia dell'Egeo Meridionale (unità periferica di Syra) con 3 376 abitanti secondo i dati del censimento 2001. Dal comune dipendeva l'isola di Gyaros.
È stato soppresso a seguito della riforma amministrativa, detta Programma Callicrate, in vigore dal gennaio 2011 ed è ora compreso nel comune di Syra-Ermoupoli.